# Siproïtès

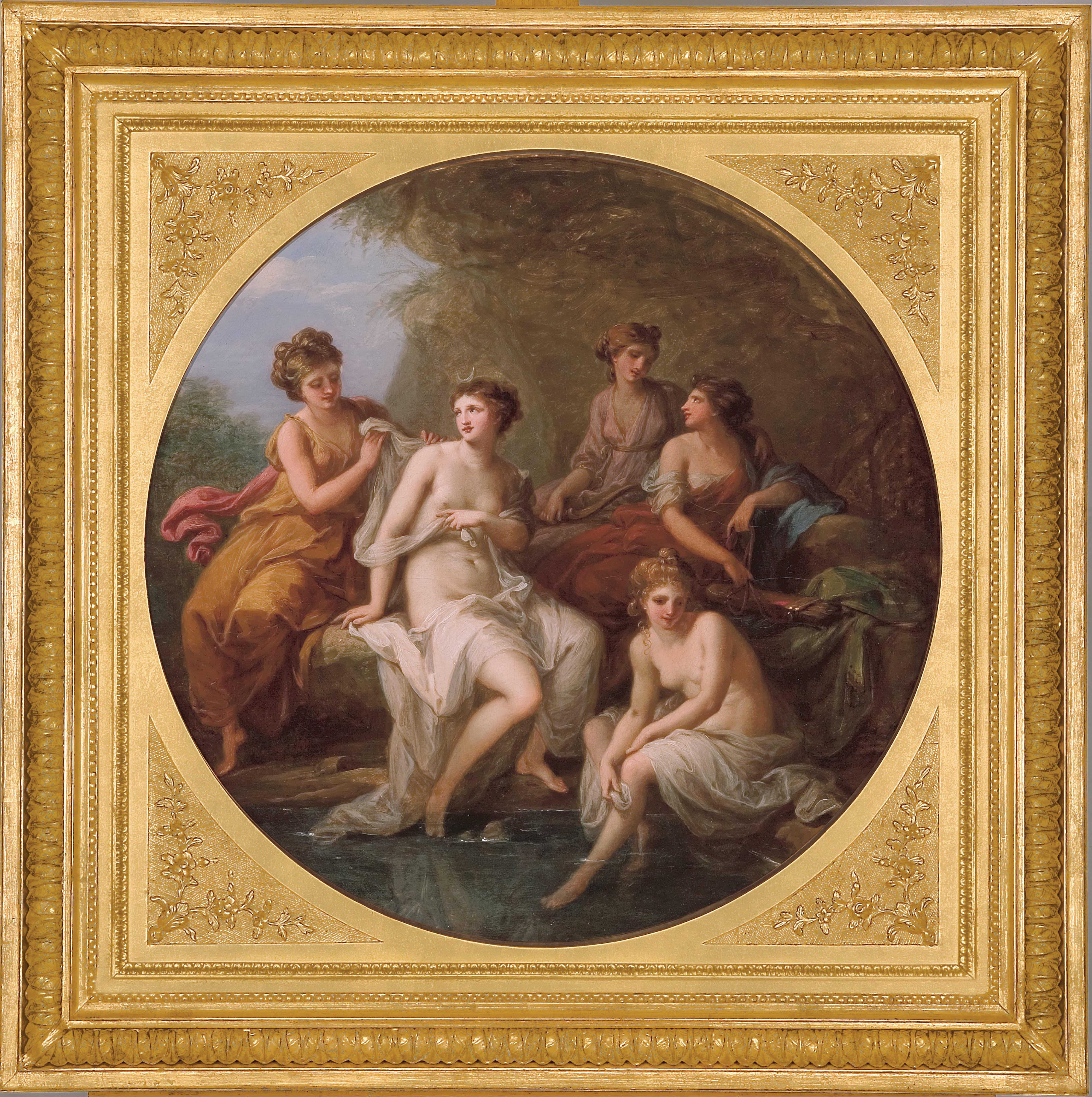
Angelica Kauffmann, Diane et ses nymphes au bain, entre 1778 et 1782, huile sur toile conservée à la galerie d'art d'Australie-Méridionale (Adélaïde).

Dans la mythologie grecque, Siproïtès (aussi orthographié Siproitès ; en grec ancien Σιπροίτης / Siproítês) est un jeune homme métamorphosé (en) en femme par la déesse Artémis comme punition pour l'avoir vu au bain.

## Sources
Les Métamorphoses d'Antoninus Liberalis, au Ier ou IIe siècle, sont l'unique source antique sur le mythe de Siproïtès:

« [...] au Crétois Siproïtès qui changea de sexe pour avoir vu, lors d'une chasse, Artémis au bain. »

— Antoninus Liberalis, Métamorphoses, XVII, 5.
L'auteur se réfère, dans cette fable, au livre II des Métamorphoses (en grec ancien Ἑτεροιούμενα / Heteroioumena) de Nicandre de Colophon, une œuvre littéraire perdue du IIe siècle av. J.-C.,.

## Mythe
Siproïtès est mentionné par Antoninus Liberalis dans la fable XVII des Métamorphoses, qui présente le mythe de Leucippe. Alors que la mère de celle-ci supplie Léto de changer sa fille en jeune homme, l'auteur fait référence à plusieurs légendes similaires : Cénée, Tirésias, Mestra (ou Hypermnestre) et Siproïtès.
Siproïtès est décrit comme un jeune chasseur crétois qui, ayant surpris Artémis au bain, est puni par la déesse et transformé en femme,.

## Interprétation
La métamorphose de Siproïtès est mentionnée dans une liste d'événements similaires, survenus à d'autres personnages mythologiques : Leucippe, Cénée, Tirésias et Hypermnestre. Leucippe et Cénée sont changées en homme, tandis que Tirésias — dans un premier temps — et Siproïtès sont métamorphosés en femmes. Si, dans la mythologie grecque, la transformation femme-homme est positive, la situation inverse est négative et synonyme de châtiment : comme Actéon, métamorphosé en cerf, Siproïtès est transformé et puni pour avoir vu Artémis au bain.

## Postérité
Dans le recueil de nouvelles Percy Jackson et les Dieux grecs de Rick Riordan, publié en 2014, le mythe de Siproïtès (orthographié « Sipriotes ») est romancé[réf. à confirmer].
La bande dessinée Bezimena de Nina Bunjevac, publiée en 2018, est une adaptation des mythes d'Actéon et de Siproïtès.